# Přibyslavice (Stříbrná Skalice)
Přibyslavice jsou zaniklá vesnice v současném okrese Praha-východ. Nacházela se v území dnešní obce Stříbrná Skalice, přibližně dva kilometry severním směrem od sídla na svahu Oplanského potoka. Původně zemědělská osada se během 20. století vylidnila a v osmdesátých letech zanikly i budovy.

## Historie
Historii obce je možné sledovat od roku 1436, kdy byla majetkem Sázavského kláštera. Roku 1525 se Přibyslavice objevily v kronice Stříbrné Skalice, která zmiňuje, že se spolu s dalšími obcemi dostaly do zástavy pánovi ze Šellenberka. Kronika však vznikla až o 200 let později. První písemná zmínka pochází z roku 1557 a považuje vesnici za majetek panství Komorní Hrádek. V berní rule (1654) se uvádí, že ve vesnici hospodaří dva sedláci. V roce 1697 se staly majetkem panství Kounice, se kterými patřily Xaveru Josefovi hraběti z Morsinu. Roku 1761 byly zakoupeny Marií Terezií Savojskou, která je odkázala Františku Josefu knížeti z Lichtenštejnu. Tímto se Přibyslavice dostaly do stejného panství jako Stříbrná Skalice. V tereziánském období i později v 19. století hospodařili v obci sedláci, a to až do roku 1900, kdy spáchal sebevraždu sedlák Antonín Buriánek a jeho rodina odešla. Vlastní ekonomická aktivita v obci skončila a zůstali pouze dojíždějící dělníci. V roce 1933 se ve vesnici narodilo poslední dítě a v roce 1945 zemřel František Pavel, poslední člověk s trvalým bydliště v Přibyslavicích.
Ve dvacátém století byla ve vesnici evidována pouze dvě popisná čísla: 184 a 82. To zahrnovalo čtyři budovy. Číslo 82 už v šedesátých letech 20. století nestálo. Zbyl obytný dům a stodola se sadem. V roce 1980 již byla z č. 184 ruina, oficiálně v majetku Vysoké školy zemědělské. Jako zaniklé se Přibyslavice vyskytují již v Roubíkově Soupisu zaniklých osad v Čechách. Průzkumy v letech 2006 a 2007 nalezly dvě stavení (č. 184 a 82) oddělena cestou. Ke každému z nich náležela vlastní studna.
Vesnice zanikla. V místě zbývají pouze torza kamenných budov porostlá lesem. Některé pozůstatky byly rozbořeny v roce 2006 v důsledku rozšíření cesty ze dvou na čtyři metry. Osada je zakreslena v mapách třetího vojenského mapování (1877–1880), stabilního katastru (1826–1843) a v některých turistických mapách.